# Norma Falconi Fabara
Norma Falconi Fabara (Guayaquil) és una barcelonina activista pels drets dels refugiats i dels immigrants. Equatoriana d'origen, Falconi va arribar a Barcelona a finals dels anys noranta i des d'aleshores ha estat implicada i ha liderat lluites contra la llei d'estrangeria a l'estat espanyol en general i a Catalunya en particular. Al seu Equador natal, Falconi ja exercia d'activista política, sindical i feminista.
Durant el mandat del Partit Popular de José María Aznar de l'any 2001, la llei d'estrangeria exigia a la població migrant que per aconseguir la targeta de residència calia haver aconseguit un contracte de treball; al mateix temps, per aconseguir un contracte calia haver adquirit la targeta de residència. Tot i haver aconseguit ja els papers, Falconi va liderar la lluita i el tancament en diverses esglésies de membres de la heterogènia comunitat migrant barcelonina reunida a l'associació Papers i drets per tothom. La primera església de les tancades de persones immigrants va tenir lloc a l'església del Pi de Barcelona, i Falconi va tenir un rol clau en la mobilització.
L'any 2001, entre 1000 i 1500 persones sense papers de majoria índia i paquistanesa van ocupar parròquies de Barcelona i Cornellà. Des del 2001 fins al 2017, el tancament d'immigrants d'orígens, llengua i religió diversa a parròquies per aconseguir drets legals s'ha produït en més d'una ocasió i durant temporades llargues. La lluita de la població migrant, liderada en bona part per Norma Falconi, ha impulsat canvis legals, tot i que algunes d'aquestes millores retrocedeixen en funció dels partits que governen. L'any 2017, els migrants de Papers i drets per tothom van dur a terme una vaga de fam que havia de durar 47 dies i que finalment en va durar 15. També el 2017, una trentena de residents sense papers es van concentrar al Ministeri de Justícia per reclamar un canvi polític que facilités l'obtenció de la nacionalitat espanyola.
A banda de la lluita pels papers de la comunitat migrant global, Norma Falconi també és cofundadora y membre activa de Sindihogar/Sindillar, el primer sindicat independent de dones treballadores de la llar i de la cura a l'estat espanyol. Amb la col·laboració de la Universitat de Barcelona, l'associació Sindillar ofereix assessoria legal a les treballadores migrants de la llar, tant pel que fa l'aspecte laboral com d'estrangeria.